# Limnophila mitocera
Limnophila mitocera är en tvåvingeart som beskrevs av Alexander 1929. Limnophila mitocera ingår i släktet Limnophila och familjen småharkrankar. Inga underarter finns listade i Catalogue of Life.